# U-243 (tàu ngầm Đức)
U-243 là một tàu ngầm tấn công  Lớp Type VII thuộc phân lớp Type VIIC được Hải quân Đức Quốc Xã chế tạo trong Chiến tranh Thế giới thứ hai. Nhập biên chế năm 1943, nó chỉ thực hiện được một chuyến tuần tra duy nhất, không đánh chìm mục tiêu nào, mà lại bị một thủy phi cơ Sunderland Không quân Hoàng gia Australia đánh chìm trong vịnh Biscay vào ngày 8 tháng 7, 1944.

## Thiết kế và chế tạo

### Thiết kế

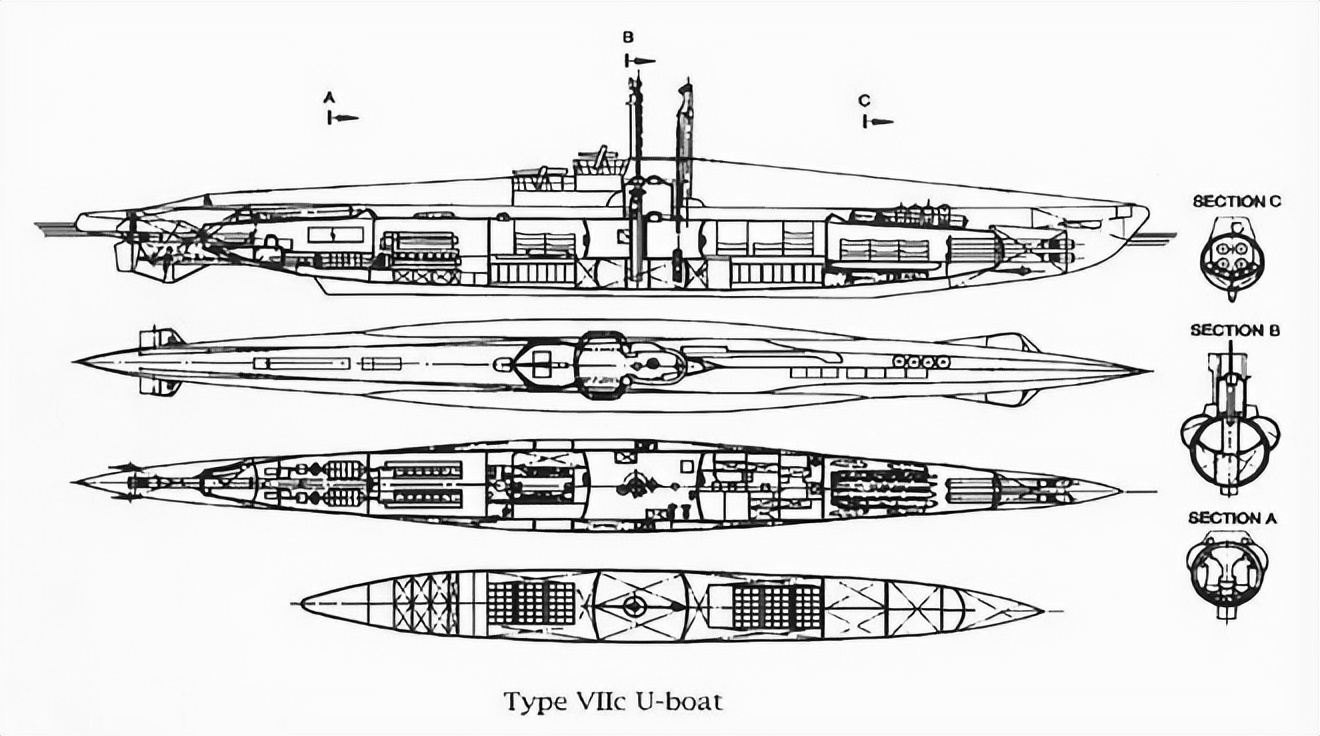
Sơ đồ các mặt cắt một tàu ngầm Type VIIC

Phân lớp VIIC của Tàu ngầm Type VII là một phiên bản VIIB được kéo dài thêm. Chúng có trọng lượng choán nước 769 t (757 tấn Anh) khi nổi và 871 t (857 tấn Anh) khi lặn). Con tàu có chiều dài chung 67,10 m (220 ft 2 in), lớp vỏ trong chịu áp lực dài 50,50 m (165 ft 8 in), mạn tàu rộng 6,20 m (20 ft 4 in), chiều cao 9,60 m (31 ft 6 in) và mớn nước 4,74 m (15 ft 7 in).
Chúng trang bị hai động cơ diesel Germaniawerft F46 siêu tăng áp 6-xy lanh 4 thì, tổng công suất 2.800–3.200 PS (2.100–2.400 kW; 2.800–3.200 bhp), dẫn động hai trục chân vịt đường kính 1,23 m (4,0 ft), cho phép đạt tốc độ tối đa 17,7 kn (32,8 km/h), và tầm hoạt động tối đa 8.500 nmi (15.700 km) khi đi tốc độ đường trường 10 kn (19 km/h). Khi đi ngầm dưới nước, chúng sử dụng hai động cơ/máy phát điện AEG GU 460/8–27 tổng công suất 750 PS (550 kW; 740 shp). Tốc độ tối đa khi lặn là 7,6 kn (14,1 km/h), và tầm hoạt động 80 nmi (150 km) ở tốc độ 4 kn (7,4 km/h). Con tàu có khả năng lặn sâu đến 230 m (750 ft).
Vũ khí trang bị có năm ống phóng ngư lôi 53,3 cm (21 in), bao gồm bốn ống trước mũi và một ống phía đuôi, và mang theo tổng cộng 14 quả ngư lôi, hoặc tối đa 22 quả thủy lôi TMA, hoặc 33 quả TMB. Tàu ngầm Type VIIC bố trí một hải pháo 8,8 cm SK C/35 cùng một pháo phòng không 2 cm (0,79 in) trên boong tàu. Thủy thủ đoàn bao gồm 4 sĩ quan và 40-56 thủy thủ.

### Chế tạo
U-243 được đặt hàng vào ngày 10 tháng 4, 1941, và được đặt lườn tại xưởng tàu của hãng Friedrich Krupp Germaniawerft tại Kiel vào ngày 28 tháng 10, 1942. Nó được hạ thủy vào ngày 2 tháng 9, 1943, và nhập biên chế cùng Hải quân Đức Quốc Xã vào ngày 2 tháng 10, 1943 dưới quyền chỉ huy của Hạm trưởng, Đại úy Hải quân Hans Märtens.

## Lịch sử hoạt động
Sau khi chuyển căn cứ hoạt động từ Kiel đến Flekkefjord về phía Nam Na Uy vào tháng 5, 1944, U-243 xuất phát từ cảng này vào ngày 8 tháng 6 cho chuyến tuần tra duy nhất trong chiến tranh. Đang khi tiếp cận cảng Bergen, Na Uy lúc 02 giờ 05 phút ngày 11 tháng 6, ở vị trí khoảng 90 mi (140 km) về phía Tây Nam Bergen, chiếc tàu ngầm đã bắn nhầm vào một máy bay ném bom Junkers Ju 88 của Đức đang bay ngang ở độ cao thấp, sau khi chiếc Ju 88 chậm trả lời tín hiệu nhận dạng. Chiếc Ju 88 rơi xuống biển, và U-243 lập tức đi đến nơi để tìm kiếm đội bay bao gồm bốn người, nhưng chỉ vớt được một thành viên là hiệu thính viên vô tuyến. Anh ta được đưa đến Bergen vào ngày 12 tháng 6.
U-243 sau đó tiếp tục chuyến tuần tra, băng qua khe GIUK giữa quần đảo Faroe và Iceland để đi đến hoạt động tại vùng biển Bắc Đại Tây Dương về phía Tây Ireland và tiếp tục hướng đến vùng bờ biển Đại Tây Dương của Pháp. Trong vịnh Biscay lúc 14 giờ 35 phút ngày 8 tháng 7, chiếc tàu ngầm bị một thủy phi cơ Sunderland thuộc Liên đội 10 Không quân Hoàng gia Australia phát hiện. Hỏa lực phòng không của U-243 đã bắn vào máy bay đối phương từ khoảng cách 2 mi (3,2 km), nhưng hỏa lực bắn phá từ chiếc Sunderland đã làm bị thương ít nhất ba người bao gồm Đại úy Märtens hạm trưởng, và vô hiệu khẩu pháo phòng không. Sáu quả mìn sâu tiếp tục được thả xuống gần đuôi tàu, làm hỏng động cơ diesel và gây rò rỉ nặng, khiến chiều U-boat chìm phía đuôi và nghiêng sang mạn trái. Khi thủy thủ đoàn U-243 bỏ tàu, lúc 15 giờ 00, thêm một chiếc Sunderland và một máy bay ném bom B-24 Liberator đi đến hỗ trợ, tiếp tục thả mìn sâu nhắm vào chiếc tàu ngầm đang chìm. U-243 đắm tại tọa độ 47°06′B 6°40′T / 47,1°B 6,667°T; Đại úy Märtens cùng 38 người khác sống sót được một tàu chiến Canada cứu vớt, nhưng Märtens tử thương sau đó do vết thương quá nặng.